# Мориц Казимир фон Бентхайм-Реда
Мориц Казимир Георг Лудвиг Фридрих Карл фон Бентхайм-Текленбург-Реда (на немски: Moritz Kasimir Georg Ludwig Friedrich Karl Fürst zu Bentheim-Tecklenburg-Rheda) от фамилията Бентхайм-Текленбург е княз на Бентхайм-Текленбург-Реда и господството Лимбург във Вестфалия и шеф на фамилията Бентхайм-Текленбург (1837 – 1872).

## Биография
Роден е на 4 март 1795 година в Реда. Той е най-големият син на управляващия княз Емил Фридрих Карл фон Бентхайм-Текленбург (1765 – 1837) и съпругата му графиня Луиза фон Сайн-Витгенщайн-Хоенщайн (1768 – 1828), дъщеря на граф Йохан Лудвиг фон Сайн-Витгенщайн-Хоенщайн (1740 – 1796) и Фридерика Каролина Луиза фон Пюклер-Лимпург (1738 – 1772). Внук е на граф Мориц Казимир II фон Бентхайм-Текленбург (1735 – 1805) и графиня Хелена Шарлота София фон Сайн-Витгенщайн-Берлебург (1739 – 1805). Брат е на Франц (1800 – 1885), княз на Бентхайм-Текленбург (1872 – 1885) и на принц Адолф (1804 – 1874), пруски генерал-лейтенант, който продължава рода.
След смъртта на баща му през 1837 г. Мориц Казимир фон Бентхайм-Текленбург става наследник на племенните господства Реда и Лимбург и получава наследствения ранг княз. През 1834 г. той купува със зет си, съветника на окръг Бохум граф Готхард Карл Лудвиг фон дер Реке-Фолмерщайн, господството Фрауендорф (в днешния Слубишки окръг в Полша) за 290 000 талера.
От 1837 до 1861 г. той е като племенен господар в провинциалното народно събрание на провинция Вестфалия. През 1847/1848 г. той е член на обединеното народно събрание. През 1854 г. той взема наследственото място на фамилията в пруския херенхауз, което запазва до смъртта си.
Мориц Казимир умира бездетен на 77 години на 5 декември 1872 г. в Реда. Наследен е от по-малкия му брат Франц.

## Фамилия
Мориц Казимир фон Бентхайм-Реда се жени на 31 октомври 1828 г. за принцеса Агнес Кристиана Албертина Шарлота фон Сайн-Витгенщайн-Хоенщайн (* 27 юли 1804; † 10 август 1866), разведена 1826 г. от Ото ленсгграф Бломе (1795 – 1884), дъщеря на княз Фридрих Карл фон Сайн-Витгенщайн-Хоенщайн (1766 – 1837) и първата му съпруга принцеса Фридерика Албертина Йохана Елизабет фон Шварцбург-Зондерсхаузен (1773 – 1806), дъщеря на княз Август II фон Шварцбург-Зондерсхаузен (1738 – 1806) и принцеса Кристина Елизабет Албертина фон Анхалт-Бернбург (1746 – 1823). Те нямат деца.